# ブラウンシュヴァイク公国邦有鉄道

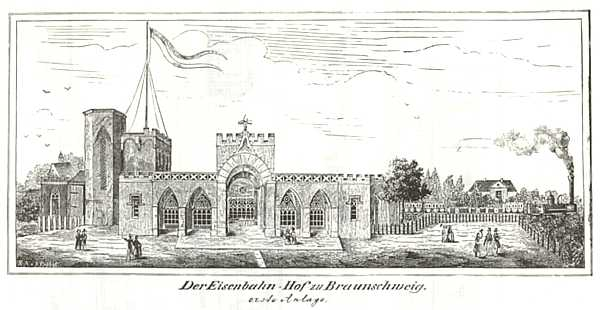
1838年に開業したブラウンシュヴァイクの鉄道駅

ブラウンシュヴァイク公国邦有鉄道（ブラウンシュヴァイクこうこくほうゆうてつどう、ドイツ語: Herzoglich Braunschweigische Staatseisenbahn）は、ブラウンシュヴァイク公国が所有していたドイツで最初の国有鉄道である。その最初の区間であるブラウンシュヴァイク-バート・ハルツブルク線のブラウンシュヴァイクとヴォルフェンビュッテル間は1838年12月1日に開通した。

## 開業
この路線の建設は、ブラウンシュヴァイク公ヴィルヘルムの枢密顧問で起業家であったフィリップ・アウグスト・フォン・アムスベルクの働きに主によっている。アムスベルクは、内陸に閉じ込められたブラウンシュヴァイク公国からハンザ同盟の諸都市、ハンブルク、ブレーメン、リューベックへと結ぶ交通手段について調査を行い、公国領であるハルツ山地から産する木材や鉱物資源を海港まで輸送することは競争力を持ち得ないと認識した。反対に、海岸沿いの港町の産物はエルベ川をさかのぼり、ブラウンシュヴァイクではなくプロイセン王国のザクセン州にあるマクデブルクへと運ばれる傾向にあった。1824年に彼は、ブラウンシュヴァイクからハノーファー王国を通過してハンブルクおよびブレーメンへと結ぶ鉄道を建設する計画を提案した。この提案は1832年に公表されたが、ドイツの小邦主義 (Kleinstaaterei) に阻まれてしまった。
1835年にアムスベルクは、ブラウンシュヴァイクからヘルムシュテットを通りマクデブルクへ到る東部鉄道の計画を再検討した。この計画は、プロイセンのマクデブルク-ハルバーシュタット線と接続するために、オシャースレーベンを経由する計画の方を選択して中止された。同年、ドイツで最初の蒸気機関車牽引の鉄道として、バイエルン・ルートヴィヒ鉄道がニュルンベルクとフュルトの間で開通した。アムスベルクの強い推奨により、ブラウンシュヴァイク政府はついにブラウンシュヴァイクから南にヴォルフェンビュッテルへ、そして飛地のバート・ハルツブルクまで、ブラウンシュヴァイク-バート・ハルツブルク線を建設することを決定した。そしてそうすることで、ハノーファー王国の東部への鉄道が、ブラウンシュヴァイクの南を通るハルバーシュタット経由でマクデブルクへ建設しようとしていたことを阻止しようとした。
1837年8月1日にブラウンシュヴァイクから南への最初の区間の建設が始まり、1838年11月30日にヴィルヘルム公がジョン・ブレンキンソップの蒸気機関車が牽引する列車にヴォルフェンビュッテルまで乗車して、路線が開通した。一般向けには翌日から営業が行われ、ドイツでは最初の邦有鉄道であるとともにドイツ連邦内で4番目の鉄道路線であった。1841年10月31日に、フィーネンブルク経由でバート・ハルツブルクまでの路線が開通した。フィーネンブルクの駅はハノーファー領内に1840年に開設され、現在でも使用されている駅としてはドイツ最古である。フィーネンブルクとハルツブルクの間の勾配区間は当初は馬が牽引していたが、1843年にはこの区間にもイギリスの会社が製造した3両の蒸気機関車が導入されている。この機関車はドイツで最初の3動軸機関車であった。
1850年に、フィリップ・アウグスト・フォン・アムスベルクはブラウンシュヴァイク公国の鉄道・郵便局長となった。

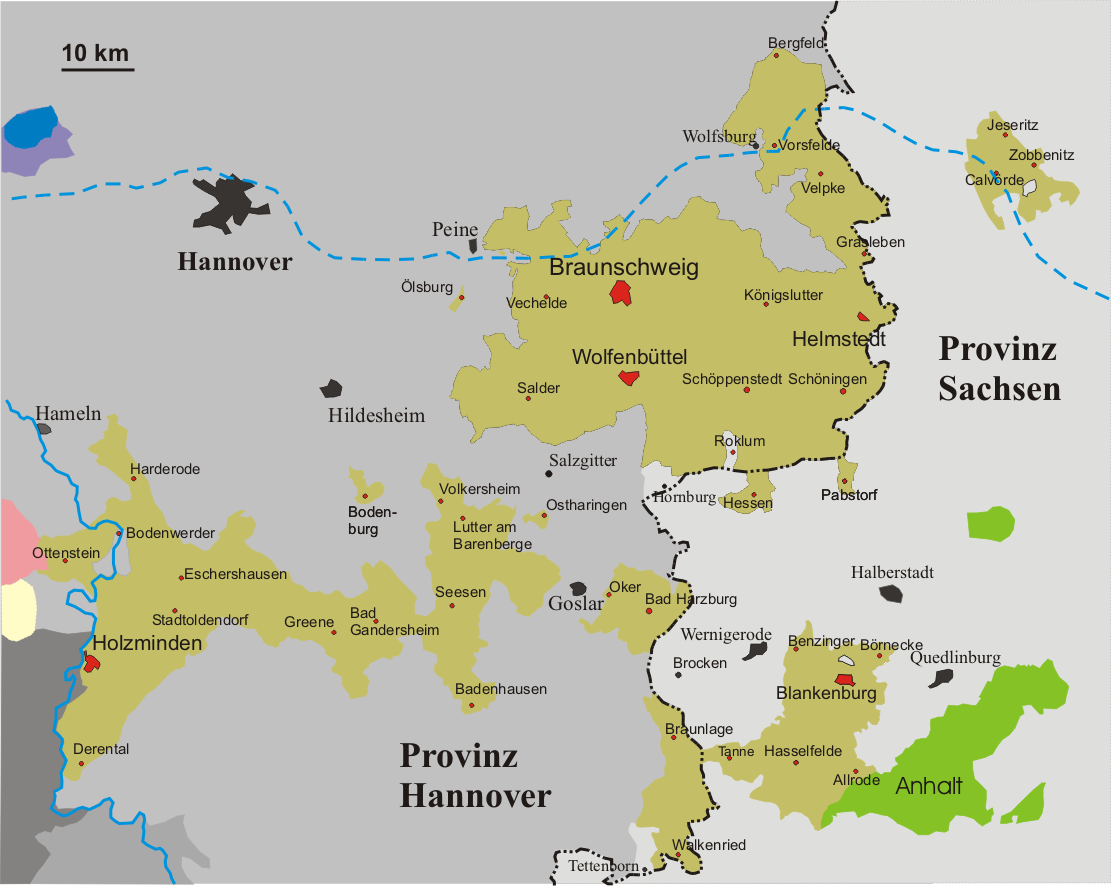
ハノーファー王国（1866年からプロイセンのハノーファー州）とプロイセンのザクセン州の周辺にあるブラウンシュヴァイク領

## 鉄道網の発展
- 1843年7月10日に東部支線のヴォルフェンビュッテル-オシャースレーベン（ドイツ語版）間がイェルクスハイム（ドイツ語版）およびシェーニンゲン（ドイツ語版）経由で開通し、プロイセンのマクデブルク-ハルバーシュタット鉄道（ドイツ語版）と接続してベルリンやライプツィヒまで連絡するとともに、ブラウンシュヴァイクの飛地であるブランケンブルク（ドイツ語版）へも通じた。
- 西にブラウンシュヴァイク-パイネ間は1844年に5月19日に開通し、あまり鉄道に気乗りのしなかったハノーファー王エルンスト・アウグストとの合意にようやく達して王立ハノーファー邦有鉄道とも接続した。
- ベルスム（ドイツ語版）から分岐してハノーファー南部鉄道のクライエンゼンまでを結ぶブラウンシュヴァイク南線（ドイツ語版）は1853年に着工し1856年に開通した。
- ヘルムシュテットの褐炭地区へは、ヴォルフェンビュッテル-オッシャスレーベン線からイェルクスハイムで北へ分岐して到達した。
- フィーネンブルクからゴスラーへの支線（ドイツ語版）も1866年に開通した。この路線は完全にハノーファー領内を走っているため、ハノーファー邦有鉄道によって建設されたが、当初はブラウンシュヴァイク邦有鉄道により運営された。
- クライエンゼンから南西へホルツミンデンおよびヘクスターへ、そして王立ヴェストファーレン鉄道（ドイツ語版）へ接続する路線は1865年10月に開通し、アルテンベーケンを経由してルール地方の工業地帯へと直結するルートが確立された。
- 1868年のイェルクスハイム-ベルスム線の完成により、マクデブルクとルール地方をハノーファーおよびブラウンシュヴァイクを経由せずに結ぶ長距離路線ができた。これはプロイセンの利害によるものであった。東西方向の主要交通路は1871年に開通したベルリン-レールテ線によってさらに置き換えられている。

## プロイセン政府による買収
1866年にハノーファー王国がプロイセン王国に併合されたのち、ブラウンシュヴァイクの路線網はプロイセン邦有鉄道に完全に囲まれることになった。1869年にアムスベルクは、憂鬱ながらもブラウンシュヴァイク公国邦有鉄道をプロイセンへ売却する交渉に入った。ブラウンシュヴァイク公国は当時、主に鉄道網の拡張によって積みあがった大きな債務を抱えていた。
1870年3月、1869年1月1日にさかのぼってブラウンシュヴァイク公国邦有鉄道は民営化され、ブラウンシュヴァイク鉄道会社となった。アムスベルクは、1879年から1882年にかけてプロイセン政府がこの会社の株式を買い占め、1886年からプロイセンのマクデブルク鉄道管理局として運営するようになるのを見る前に亡くなった。